# Francisco Tomaz Braga Nunes Cavalcante
Tomaz Braga Nunes Cavalcante, más conocido como Tomaz Braga, (Fortaleza, Ceará, Brasil, 13 de septiembre de 1990) es un jugador de fútbol sala hispano-brasileño que juega como cierre en el Jimbee Cartagena de la Primera División de fútbol sala y en la Selección de fútbol sala de España.

## Carrera
Nacido en Fortaleza, Ceará, es un jugador formado en el Sumov Atlético Clube y más tarde, lo haría en el Espaço Joven, Horizonte y Maranguape de su país natal.
En la temporada 2013-14, firma por el Palma Futsal de la Primera División de fútbol sala, en el que jugaría durante diez temporadas. 
El 7 de mayo de 2023, logra el título de la Liga de Campeones de la UEFA de fútbol sala con el conjunto mallorquín, al vencer en la final al Sporting de Portugal.
Tras jugar la Constitución española el 20 de junio de 2023, el 5 de septiembre de 2023 recibe la primera llamada de la Selección de fútbol sala de España.
El 15 de junio de 2023, firma por el Jimbee Cartagena de la Primera División de fútbol sala por dos temporadas.
El 16 de julio de 2023, es nombrado mejor cierre de la temporada 2022-23 en la Primera División de fútbol sala.

El 23 de junio de 2024, logra el título de la Primera División de fútbol sala con el Jimbee Cartagena al vencer en la final a ElPozo Murcia por tres victorias a uno en el cuarto partido de la final.

## Clubes
- Sumov Atlético Clube (2008-2009)
- Espaço Joven (2010-2011)
- Horizonte (2011-2012)
- Maranguape (2012-2013)
- Palma Futsal (2013-2023)
- Jimbee Cartagena (2023-)

## Palmarés

### Individual
- Mejor cierre de la temporada 2022-23 en la Primera División de fútbol sala.

### Colectivos
- 1 x Liga de Campeones de la UEFA de fútbol sala (2023)
- 2 x Supercopa de España (2024) (2025)
- 2 x Primera División de fútbol sala (2024) (2025)